# نحت صخري لديسيبالوس

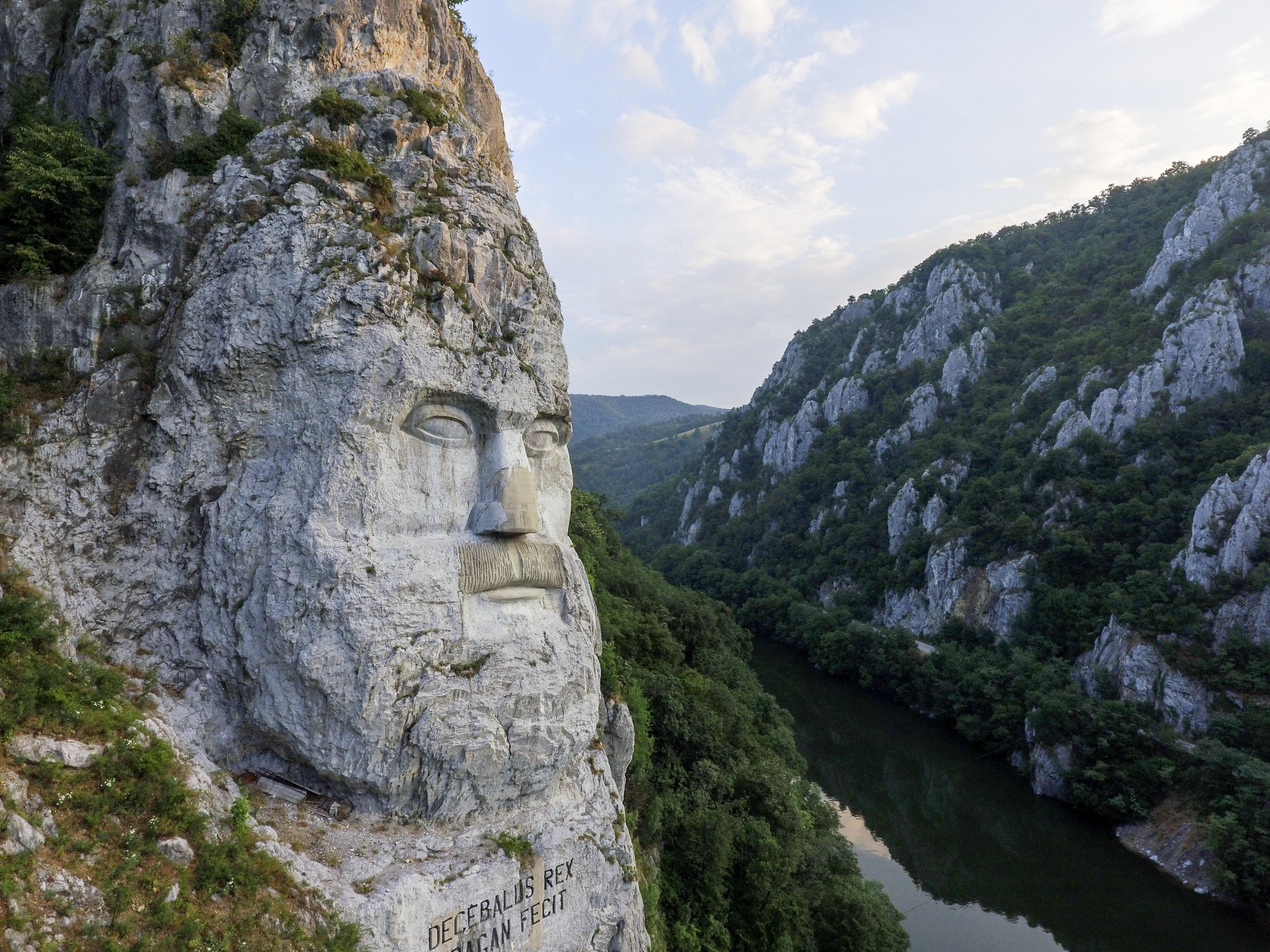
صورة جانبية

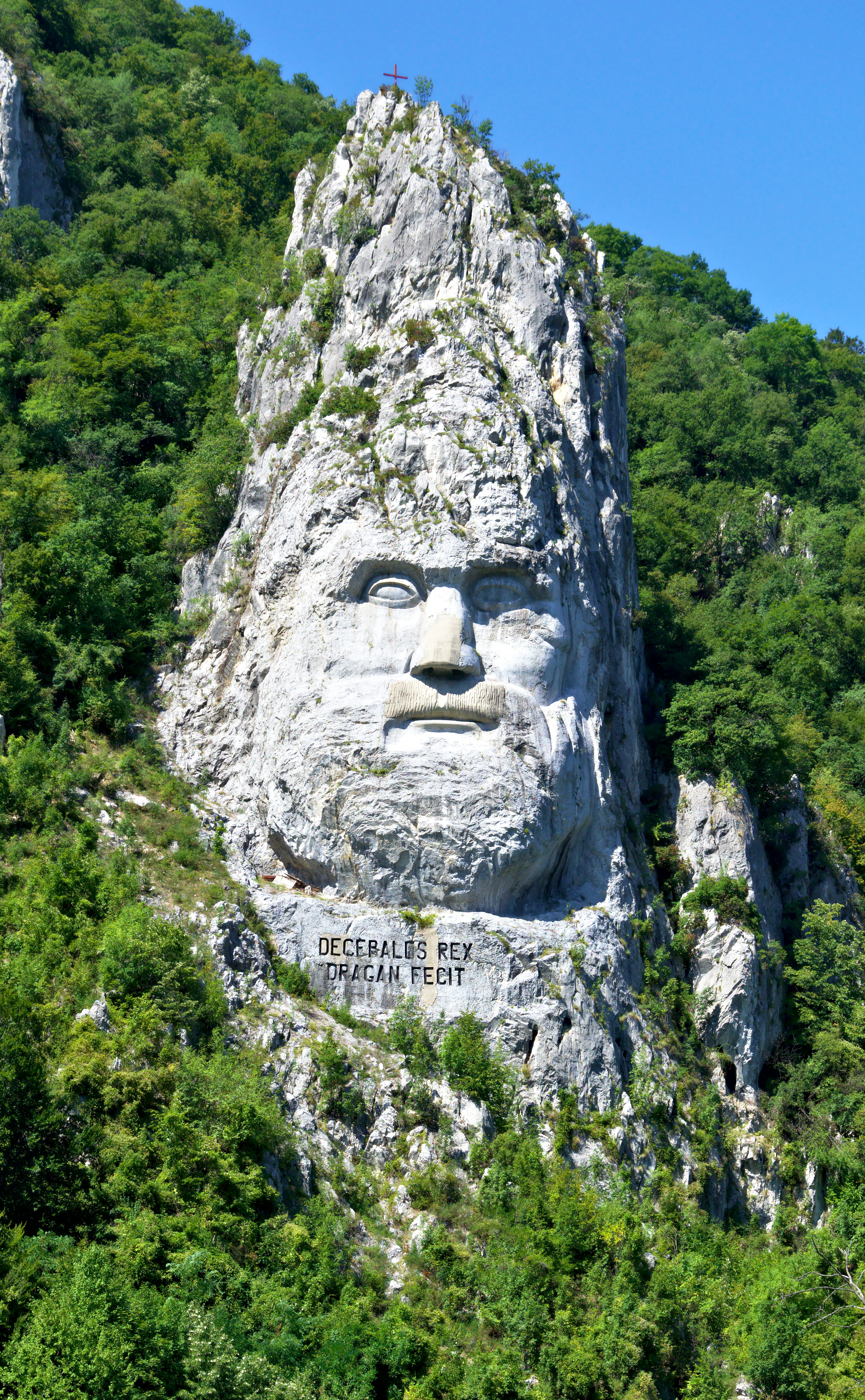
منظر أمامي كامل

النحت الصخري لديسيبالوس (بالرومانية: Chipul regelui dac Decebal)‏ هو نحت بطول 42.9 متر (141 قدم) وعرض 31.6 متر (104 قدم) في الصخر على شكل وجه ديسيبالوس (87-106 ميلادي)، آخر ملوك داقية، الذي قاتل ضد الأباطرة الرومان دوميتيان وتراجان للحفاظ على استقلال بلاده، التي تقابل رومانيا الحديثة. تم عمل النحت بين عامي 1994 و 2004، على نتوء صخري على ضفاف نهر الدانوب، عند البوابات الحديدية التي تشكل الحدود بين رومانيا وصربيا. يقع النحت بالقرب من مدينة أورشوفا في رومانيا.
يعتبر النحت أطول نقش صخري في أوروبا.

## البناء
تم بناء النحت بتكليف من رجل الأعمال الروماني يوسف قسطنطين دراغان، استغرق البناء عشر سنوات، من عام 1992 إلى عام 2001، بجهود 12 نحاتاً. النحات الرئيسي كان فلورين كوتارسيا من مدينة أورشوفا.  السنوات الست الأولى من البناء كرست لتفجير الصخرة بالديناميت للحصول على التشكيل الأساسي، وتم تكريس السنوات الأربع المتبقية لإكمال التفاصيل. 
تحت وجه ديسيبالوس، يوجد نقش لاتيني مكتوب عليه ما ترجمته ("ديسيبالوس الملك - مصنوع من قبل دراجان"). تم وضع النحت مقابل لوحة تذكارية قديمة محفورة في الصخر على الجانب الصربي من النهر الذي يواجه رومانيا. اللوحة تسجل الانتهاء من طريق تراجان العسكري على طول نهر الدانوب وبالتالي تحيي ذكرى الهزيمة النهائية لديسيبالوس من قبل تراجان في 105، وضم مملكة داقية إلى الإمبراطورية الرومانية. أراد دراغان أن ينحت الصرب رأسًا عملاقًا للإمبراطور الروماني، كما لو كان يواجه ديسيبالوس على الجانب الآخر من النهر، لكن الصرب رفضوا ذلك.

## روابط خارجية
- نحت ديسيبالوس باللغة الرومانية
- الموقع الرسمي: مؤسسة دراجان الأوروبية